# Araki Hirofumi
Araki Hirofumi (tên chữ Hán: 荒木宏文 Hoang Mộc Hoành Văn) là một cựu diễn viên và ca sĩ người Nhật Bản. Anh được biết đến qua ba vai diễn nổi bật gồm Sư tử Đen Ryo trong Juken Sentai Gekiranger, Inui Sadaharu trong The Prince of Tennis movie và The Prince of Tennis musicals. Ngoài ra, anh còn là một thành viên trong nhóm D-Boys.

## Profile
Tên chuyển tự La Tinh: Hirofumi Araki

Tên chữ Hán: 荒木宏文 (Hán-Việt: Hoang Mộc Hoành Văn)

Biệt danh: Arayan, Arakicchi, ArapunM

Ngày sinh: ngày 14 tháng 6 năm 1983

Nơi sinh: Quận Hyogo (Hyogo, Osaka, Japan)

Chiều cao: 174 cm

Sở thích: bi-da, hiến máu nhân đạo và karaoke

Sở trường: Trà đạo, chơi được bất cứ môn bóng nào

Trang web: Araki's Official Blog Lưu trữ ngày 14 tháng 8 năm 2006 tại Wayback Machine

## Nghề nghiệp
Anh đã xuất hiện trong vài chương trình truyền hình.
Hit Parade là bộ phim truyền hình mà Araki tham gia, trong vai một thành viên của nhóm The Tigers, được trình chiếu ngày 26 tháng 5 năm 2006 trên kênh Fuji TV. Đóng cùng anh là những thành viên khác của D-Boys như Wada Masato, Shirota Yuu, Kaji Masaki, Suzuki Hiroki, Endo Yuya và Kouji Seto.
Araki xuất hiện ở chương trình phát thanh trên đài BAY FM Lưu trữ ngày 1 tháng 3 năm 2007 tại Wayback Machine của Nhật với một người bạn khác trong D-Boys là Kouji Seto vào ngày 14 tháng 10 năm 2006.

### VớiD-Boys
Tháng 10 năm 2004, Araki gia nhập vào nhóm D-Boys của công ty Watanabe Entertainment.
Giống như những thành viên khác của D-Boys, Araki có một blog Lưu trữ ngày 20 tháng 7 năm 2006 tại Wayback Machine riêng, nơi mà thỉnh thoảng anh lại cập nhật thông tin và đoạn video để giới thiệu về bản thân.
D-Boy đã phát hành 2 album ảnh. Album đầu tiên phát hành ngày 27 tháng 4 năm 2005 có tựa đề là D-Boys, album thứ hai phát hành ngày 25 tháng 3 năm 2006 với tên Start. Hình của Araki đều xuất hiện trong cả hai tập ảnh này.
Tháng 3/2010, anh được chọn vào D☆DATE cùng với Igarashi Shunji, Nakamura Yuichi, Seto Koji và Horii Arata

### Trong vaiInui Sadaharu(Prince of Tennis Musicals)
Araki đã thắng trong cuộc thi tuyển, và vào vai Inui Sadaharu, tuyển thủ chuyên chơi Tennis dữ liệu của đội tennis trường trung học Seigaku. Từ năm 2005 đến năm 2006, anh trở thành diễn viên thứ 2 diễn vai Inui trong loạt Prince of Tennis Musicals. Ngày 8 tháng 1 năm 2005, anh lần đầu tiên công diễn vai Inui trong Winter 2004-2005 Side Yamabuki ở Osaka. Cũng năm đó, anh được chọn đóng trong bộ phim điện ảnh Prince of tennis được chuyển thể từ manga/anime The prince of tennis, cũng với vai Inui Sadaharu. Trong các vở musical, bạn diễn của Araki là những thành viên khác trong D-Boys như Endo Yuya, Yanagi Kotaro, Shirota Yuu, Kaji Masaki, Suzuki Hiroki, Adachi Osamu, và Wada Masato.
Những buổi diễn Araki đã tham gia với vai Inui:
- Tenimyu in Winter: Side Yamabuki - Featuring St Rudolph
- Dream Live 2nd: Second Live concert
- Imperial Match Hyotei
- Hyoutei in Winter
- Dream Live 3rd: Third Live concert

Ngày 29 tháng 3 năm 2006, trong Dream Live 3, anh đã tốt nghiệp cùng với hầu hết dàn viễn viên Seigaku.

### Trong vaiInui Sadaharu(The Prince of Tennis Live-Action Film)
Từ vai Inui Sadaharu trong Prince of Tennis musical mà Araki được chọn tham gia vào bộ phim điện ảnh của cùng series manga/anime này. Anh, và hầu hết những thành viên còn lại của đội Seigaku, đều góp mặt trong bộ phim này. Duy chỉ có Hongo Kanata là diễn viên mới, vào vai Echizen Ryoma.
Phim được trình chiếu vào ngày 13 tháng 5 năm 2006.

### TrongJune Bride
Phim tiếp theo của Araki, June Bride (Jyun Bride) trình chiếu ngày 27 tháng 5 năm 2006. Anh diễn một nhân vật phụ trong phim này. Cùng diễn với anh là Shirota Yuu và Suzuki Hiroki của nhóm D-Boys. Bộ phim được chuyển thể từ manga Jyun Bride, của Satoshi Yoshida.

### TrongLimit~ What's Your Story?
Tháng 6 năm 2006, Araki bắt đầu diễn vở sân khấu kịch tiếp theo của mình cùng 2 thành viên khác trong D-Boys là Suzuki Hiroki và Nakamura Yuichi, trong Limit~ What's Your Story?.

## Cuộc sống
Araki vẫn thỉnh thoảng updates vào blog Lưu trữ ngày 17 tháng 11 năm 2006 tại Wayback Machine của anh trong trang chủ của D-Boys. Anh chơi khá thân với Suzuki Hiroki, Kaji Masaki, Wada Masato và Adachi Osamu - 4 thành viên khác trong D-Boys.

## Các phim đã tham gia
| Năm  | Tên phim                   | Vai diễn                       | Chú thích |
| ---- | -------------------------- | ------------------------------ | --- |
| N/A  | Italy Uemon Whom You Laugh | N/A                            | |
| 2006 | The Prince of Tennis       | Inui Sadaharu                  | |
| 2006 | The June Bride             | N/A                            | |
| 2006 | DD-BOYS                    | Một vài vai diễn               | Xuất hiện trong các episode 3-4, 10-11 và 16 |
| 2006 | The Hit Parade             | thành viên của The Tigers      | phim chiếu trên TV]] |
| 2006 | Regatta                    | N/A                            | phim chiếu trên TV, xuất hiện ở episode 3 |
| 2007 | Juken Sentai Gekiranger    | Krojishi Rio (Nhật:黒獅子理央) | Đóng cặp với Hirata Yuka |
| 2009 | Beatrock Love              | Aki                            | Đóng cặp với Yamasaki Mami - Ngày 2-6 đến ngày 4-6 năm 2006 Limit ~ Is your story what? (limit～あなたの物語は何ですか?～) - Araki's Official Blog Lưu trữ ngày 14 tháng 8 năm 2006 tại Wayback Machine - Araki's Official Blog with Video Introduction Lưu trữ ngày 20 tháng 7 năm 2006 tại Wayback Machine - D-Boys Official Website - The Prince of Tennis Movie Official Site Lưu trữ ngày 3 tháng 8 năm 2006 tại Wayback Machine - Tenimyu Official site Lưu trữ ngày 13 tháng 8 năm 2006 tại Wayback Machine - June Bride Official Site Lưu trữ ngày 6 tháng 12 năm 2012 tại archive.today - Hit Parade Official Site Lưu trữ ngày 23 tháng 6 năm 2006 tại Wayback Machine - Tenimyu English fanlisting Lưu trữ ngày 12 tháng 5 năm 2008 tại Wayback Machine |